# Engel auf heißem Pflaster
Engel auf heißem Pflaster (Originaltitel: Say One For Me) ist ein US-amerikanischer Musicalfilm aus dem Jahr 1959 unter der Regie von Frank Tashlin mit Bing Crosby, Debbie Reynolds und Robert Wagner in den Hauptrollen. Lionel Newman wurde für einen Oscar in der Kategorie Beste Filmmusik nominiert. Stella Stevens gab in Engel auf heißem Pflaster ihr Filmdebüt und erhielt 1960 den Golden Globe Award als beste Nachwuchsdarstellerin. Engel auf heißem Pflaster wurde 1978 in das Buch The Fifty Worst Films of All Time aufgenommen.

## Handlung
Mitten im New Yorker Theaterviertel liegt die Gemeinde von Pater Conroy, zu deren Gottesdiensten oft auch Künstler kommen. Zu seinen Gemeindemitgliedern gehört auch Holly LeMaise, deren Vater Harry ein alter Varietékünstler war. Als ihr Vater krank wird, nimmt Holly einen Job als Showgirl in einem Nachtclub an, um die Arztrechnungen bezahlen zu können. Der Star des Clubs ist Tony Vincent, ein Playboy, dessen romantische Annäherungsversuche Holly abwehren muss. Doch bald entwickelt sie Gefühle für ihn.
Pater Conroy freundet sich mit dem ehemaligen Songwriter Phil Stanley an, der wegen seiner Alkoholkrankheit und schweren Zeiten als Pianist in Tonys Show auftritt. Der Priester verärgert Tony, indem er sich in Hollys und nun auch Phils Privatleben einzumischen scheint. Tony bekommt einen Job in einem Hotel in Miami und versucht Holly zu überreden, mit ihm zu kommen.
Pater Conroy organisiert eine große Wohltätigkeitsveranstaltung, die landesweit im Fernsehen übertragen werden soll. Tony, der seinen Job in Miami verloren hat, will unbedingt in dieser Show auftreten. Um Holly seine wahren Absichten zu beweisen, bietet der Priester an, Tony für das Fernsehen zu buchen, wenn er Holly erzählt, dass ihre Beziehung beendet ist. Holly ist schockiert, als Tony zustimmt.
Als er an der Reihe ist zu singen, ändert Tonys schlechtes Gewissen seine Meinung. Er überlässt seinen Auftritt Phil, der einen neuen Song geschrieben hat. Pater Conroy ist begeistert und wird bald die Trauung von Holly und Tony vornehmen.

## Premierenvorstellungen
Der Film wurde zwischen Dezember 1958 und Februar 1959 in CinemaScope gedreht und hatte im Juni 1959 mehrere „Premieren“. Die Premiere von Engel auf heißem Pflaster fand am 19. Juni 1959 in Buffalo, New York, statt. Die Veranstaltung war Teil einer Spendenaktion für das Buffalo Boy's Town, das von Pater Kelliher geleitet wurde. Am selben Tag fand im Pantages Theatre am Hollywood Boulevard eine Benefizgala statt, deren Erlös dem Daniel Freeman Hospital in Inglewood und der Jesuit Scholasticata zugutekam.
Außerdem wurde der Film am 20. Juni im Fox Theater in El Centro, Südkalifornien, gezeigt, wo Bing Crosby, Robert Wagner, Natalie Wood und Ricardo Montalbán persönlich auftraten. Der Film war Teil einer Wohltätigkeitsveranstaltung, die von Pater Victor Salandini für die Kirche und Pfarrei Our Lady of Guadalupe in El Centro organisiert wurde und 7.000 Dollar einbrachte. Am 29. Juni 1959 fand im Fox Theater in San Francisco (eröffnet am 28. Juni 1929) eine Feier zum 30. Jahrestag der Eröffnung mit einer Sondervorführung von Engel auf heißem Pflaster statt.

## Besetzung und Synchronisation
Die deutsche Synchronisation des Films übernahm die Elite-Film Franz Schröder GmbH in Berlin, nach einem Dialogbuch von Hans-Bernd Ebinger Dialogregie führte Alexander Welbat.
| Rolle                        | Darsteller       | Sprecher              |
| ---------------------------- | ---------------- | --------------------- |
| Pfarrer Conroy               | Bing Crosby      | Paul Klinger          |
| Holly                        | Debbie Reynolds  | Maria Körber          |
| Tony Vincent                 | Robert Wagner    | Eckart Dux            |
| Phil Stanley                 | Ray Walston      | Heinz Reincke         |
| Harry LaMaise                | Les Tremayne     | Siegfried Schürenberg |
| Mary                         | Connie Gilchrist | Renée Stobrawa        |
| Jim Dugan                    | Frank McHugh     | N. N.                 |
| Joe Greb                     | Joe Besser       | N. N.                 |
| Sunny                        | Alena Murray     | Renate Küster         |
| Chorine                      | Stella Stevens   | N. N.                 |
| Fay Flagg                    | Nina Shipman     | N. N.                 |
| Monsignor Francis Stratford  | Sebastian Cabot  | N. N.                 |
| June January aka Dawn Easter | Judy Harriet     | N. N.                 |

## Kritiken
Variety war wenig beeindruckt. „Die Grundidee von Robert O'Briens Geschichte hatte wahrscheinlich Potenzial. Es ist eine Art „Going My Way“ mit Bing Crosby als Priester, dessen Zielgruppe sich von jugendlichen Raufbolden zu Delinquenten des Showbusiness verschiebt. Aber irgendetwas ist bei der Entwicklung schiefgelaufen; der Unterhaltungswert ist nicht gerade beeindruckend, und das Einspielergebnis wird von Crosby und Debbie Reynolds als Hauptdarstellern abhängen... Crosby gibt eine seltsam gehemmte Vorstellung. Er spielt die Rolle angestrengt, ganz und gar nicht wie der freilaufende, gemächliche Crosby von früher, aber die Stimme ist noch da...“
Bosley Crowther von der New York Times fand freundliche Worte. „...Es ist eine angenehme Show-Unterhaltung, dieses offensichtliche ‚Say One for Me‘, voll von hübschen Mädchen mit wohlgeformten Beinen, ein paar Liedern (zwei davon gesungen von Bing) und religiösen Bildern. Robert O’Brien hat ein Drehbuch geschrieben, das mit Slang gespickt ist. Broadway-Gags, die leicht zu verstehen sind, und nicht zu viel klerikales Sentiment. ..... Was Bing betrifft – nun, er ist fast derselbe wie immer, vielleicht ein bisschen weniger lebhaft, ein bisschen älter, aber immer noch lässig und aufrichtig. Er wird nie Monsignore werden. Er wird immer ein Priester sein, wenn er seinen Kragen umdreht, denn darunter sieht man immer ein Sporthemd.“
Die Kritik der Hollywood Citizen News war direkt in ihrer Bewertung. „Ein nettes, wenn auch manchmal eintöniges Fotodrama mit Musik... Visuell ist dieser neue Film der 20th. Century-Fox-Film, in Farbe und CinemaScope, weltweit führend. . . Eine von Anfang bis Ende schöne Produktion, die nur in den drei wichtigen Kategorien Story, Regie und Schauspiel versagt.“
Der Film war ein Überraschungserfolg, der überall, wo er gezeigt wurde, gut lief und in den USA an der Spitze der Kinocharts stand.

## Auszeichnungen
| Auszeichnung             | Jahr | Kategorie                                | Empfänger                 | Resultat  |
| ------------------------ | ---- | ---------------------------------------- | ------------------------- | --------- |
| Oscar                    | 1960 | Beste Filmmusik                          | Lionel Newman             | Nominiert |
| Golden Globes            | 1960 | Beste Filmmusik                          | Engel auf heißem Pflaster | Nominiert |
| Golden Globes            | 1960 | Beste Nachwuchsdarstellerin              | Stella Stevens            | Gewonnen  |
| Laurel Award             | 1960 | Beste Hauptdarstellerin in einem Musical | Debbie Reynolds           | Nominiert |
| Laurel Award             | 1960 | Bester Hauptdarsteller in einem Musical  | Bing Crosby               | Nominiert |
| Writers Guild of America | 1960 | Best Written American Musical            | Robert O’Brien            | Nominiert |